# Macaroeris flavicomis
Macaroeris flavicomis är en spindelart som först beskrevs av Simon 1884.  Macaroeris flavicomis ingår i släktet Macaroeris och familjen hoppspindlar. Inga underarter finns listade i Catalogue of Life.